# ジーザス要塞
ジーザス要塞（英語：Fort Jesus、ポルトガル語：Forte Jesus de Mombaça）は、ケニア・モンバサにある要塞である。1593年、スペイン王・フェリペ2世の命令によって建設された。2011年、UNESCOの世界遺産に登録された。

## 歴史

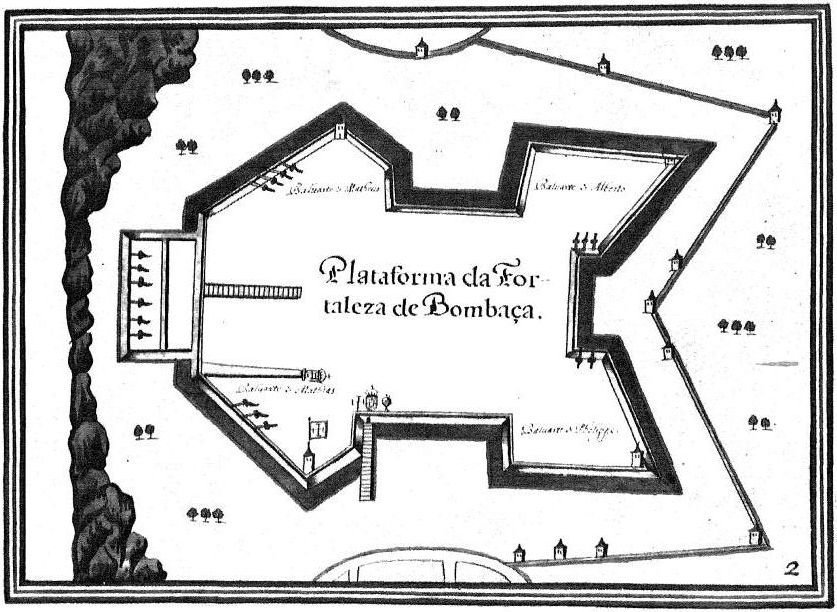
ジーザス要塞の地図

モンバサは現在のケニア東部の都市で、インド洋に面する港町である。東アフリカでは最古級の港町であり、1331年にはイブン・バットゥータが訪問したことでも知られる。東アフリカの交通の要衝であり、アジアやアラビア、東アフリカ各地から物産が集散した。それゆえに、インド洋の支配を目指したポルトガルはモンバサの支配を計画した。
1500年からの第一次攻撃、1528年からの第二次攻撃、1589年からの第三次攻撃でついに、モンバサはポルトガル（当時はスペイン・ポルトガル同君連合）の手に落ちた。1593年よりフェリペ2世の命令により、イタリア人のジョヴァンニ・バティスタ・カイラティ（Giovanni Battista Cairati）の指導のもと、ジーザス要塞の建設が開始された。要塞の形は、「神の完全なる創造物である」人間の形を模したものであり、ルネサンスの時代背景がこの要塞に残っている。

19世紀半ば、オマーン帝国の最大版図

もっとも、ポルトガル海上帝国の覇権は17世紀に入ると、イギリス、オランダといった西ヨーロッパ勢およびオマーン帝国の挑戦を受けることとなり、1678年には、ポルトガルの北東アフリカにおける唯一の拠点となってしまった。1698年12月には、33ヵ月にわたるジーザス要塞包囲戦の末、ついにポルトガルがジーザス要塞の放棄を決定し、オマーンが支配することとなった。その後、ポルトガルが1728年に一度のみジーザス要塞を奪還することに成功したが、ポルトガルの奪還は18ヶ月で終わり、再度オマーンが保有することとなった。オマーンの支配は、イギリスの植民地化が完成する1885年まで続いた。イギリス統治下のジーザス要塞の用途は牢獄であり、1958年の国立公園化まで継続した。

## 世界遺産登録基準
2011年、UNESCOの世界遺産に登録されるに当たり、他の類似案件との比較検討が実施された。比較対象となったのは、ガーナのエルミナ城 、ガンビアのクンタ・キンテ島 、モザンビークのサン・セバスティアオン要塞、タンザニアのキルワ・キシワニ 、インドのレッド・フォート及びアグアダ要塞である。
この世界遺産は世界遺産登録基準のうち、以下の条件を満たし、登録された（以下の基準は世界遺産センター公表の登録基準からの翻訳、引用である）。
- (2) ある期間を通じてまたはある文化圏において、建築、技術、記念碑的芸術、都市計画、景観デザインの発展に関し、人類の価値の重要な交流を示すもの。
- (4) 人類の歴史上重要な時代を例証する建築様式、建築物群、技術の集積または景観の優れた例。